# Ерік да Сілва Морейра
Ерік Емануель да Сілва Морейра (нім. Eric Emanuel da Silva Moreira, нар. 3 травня 2006, Гамбург, Німеччина) — німецький футболіст португальського походження, вінгер англійського клубу «Ноттінгем Форест».

## Ігрова кар'єра

### Клубна
Ерік да Сілва Морейра народився у німецькому місті Гамбург в інтернаціональній родині. Займатися футболом починав у місцевих клубах Гамбурга. З 2011 року футболіст грав в молодіжній команді клубу «Вікторія» (Гамбург). У 2015 році він приєднався до «Санкт-Паулі». Але пробитися до першої клубної команди футболіст не зумів. В головній команді він провів лише одну гру. 16 березня 2024 року Ерік вийшов на заміну в кінці матчу проти «Нюрнберга».
В червні 2024 року вінгер перейшов до англійського «Ноттінгем Форест», підписавши з клубом контракт на чотири роки.

### Збірна
У 2023 році в складі юнацької збірної Німеччини (U-17) Ерік да Сілва Морейра став переможцем юнацького чемпіонату Європи, а пізніше виграв юнацький чемпіонат світу.

## Особисте життя
Ерік народився у місті Гамбург. Його мама — полька. Тато — має походження з Гвінеї - Бісау. Кузен Еріка Дієгу Морейра також професійний футболіст, гравець французького «Страсбура».

## Титули
Німеччина (U-17)
 Чемпіон Європи: 2023
 Чемпіон світу: 2023